# Curt Badinski
Curt Badinski (ur. 17 maja 1890, zm. 27 lutego 1966) – niemiecki wojskowy, generalleutnant Wehrmachtu. Odznaczony Krzyżem Rycerskim Krzyża Żelaznego.
Curt Badinski dowodził kolejno: 23 Dywizją Piechoty, 292 Dywizją Piechoty, 269 Dywizją Piechoty oraz 276 Dywizją Piechoty. Wraz z tą ostatnią dostał się do niewoli amerykańskiej podczas bitwy pod Falaise.

## Odznaczenia
- Krzyż Rycerski Krzyża Żelaznego (1941)
- Krzyż Żelazny 1914 I i II klasy (1914)
- Order Hohenzollernów z mieczami
- Czarna Odznaka za Rany (1918)
- Krzyż Zasługi Wojskowej III klasy z dekoracją wojenną
- Medal Wojenny (Turcja)
- Order Waleczności IV klasy (Bułgaria)

## Publikacje
- Aus großer Zeit. Erinnerungsblätter des Jäger-Feld-Bataillons Nr.9. Weltkrieg 1914–1918. Bd. 1 (1932)
- Aus großer Zeit. Erinnerungsblätter des Jäger-Feld-Bataillons Nr.9. Weltkrieg 1914–1918. Bd. 2 (1933)